# Увин (село)
Увин (укр. Увин) — село в Лопатинской поселковой общине Шептицкого района Львовской области Украины.
Население по переписи 2001 года составляло 366 человек. Занимает площадь 0,91 км². Почтовый индекс — 80230. Телефонный код — 3255.